# Мегаземлетрус
Суперземлетрус (землетрус мегапоштовху,англ. Megathrust earthquake) — є землетрусом між пластинами земної кори, який відбувається в зонах субдукції (зона, в якій одна тектонічна плита заходить під іншу та зростається з нею) на зруйнованих кордонах плит (конвергентних кордонах), коли одна тектонічна плита цієї зони зіштовхується з іншою. Цей тип землетрусів є найпотужнішим на планеті, з магнітудою вище 9,0. Жоден інший вид відомого джерела тектонічної активності не продукує землетрусів такого масштабу.

## Термінологія
У розривах земної кори одна сторона плити виштовхується нагору по відношенню до іншої, саме цей тип руху відомий як поштовх. Термін «мегапоштовх» не має загальноприйнятого чіткого визначення, але використовується, для опису надзвичайно великого насування плит одна на одну, як правило сформованого в межах зони субдукції, такої як Сунда.

## Територія
Найбільша зона субдукції пов'язана з Тихим та Індійським океанами і відповідальна за вулканічну активність Тихоокеанського вогняного кільця. Оскільки ці землетруси деформують дно океану, вони майже завжди спричиняють велику кількість цунамі. Вони, як відомо, виробляють інтенсивні поштовхи протягом певного періоду часу, який може продовжуватись до декількох хвилин.

## Найсильніші землетруси з початку 20 століття
| Таблиця найсильніших землетрусів з початку 20 століття | Таблиця найсильніших землетрусів з початку 20 століття | Таблиця найсильніших землетрусів з початку 20 століття | Таблиця найсильніших землетрусів з початку 20 століття |
| Місце                                                  | Дата землетрусу                                        | Сила землетрусу                                        | Координати                                             |
| ------------------------------------------------------ | ------------------------------------------------------ | ------------------------------------------------------ | ------------------------------------------------------ |
| 1.Чилі                                                 | 22 травня 1960                                         | 9,5                                                    | −38,24/-73,05                                          |
| 2.Протока Принца Вільяма, Аляска, США                  | 28 березня 1964                                        | 9,2                                                    | 61,02/-147,65                                          |
| 3.Біля західних берегів Півд. Суматри                  | 26 грудня 2004                                         | 9,1                                                    | 3,30/95,78                                             |
| 4.Камчатка                                             | 4 листопада 1952                                       | 9,0                                                    | 52,76/160,06                                           |
| 5.Японія                                               | 11 березня 2011                                        | 8,9                                                    |                                                        |
| 6.Біля узбережжя Еквадору                              | 31 січня 1906                                          | 8,8                                                    | 1,0/-81,5                                              |
| 7.Рет острови, Аляска, США                             | 13 жовтня 1963                                         | 8,7                                                    | 51,21/178,50                                           |
| 8.Південна Суматра, Індонезія                          | 28 березня 2005                                        | 8,6                                                    | 2,08/97,01                                             |
| 9.Андреанові острови, Аляска, США                      | 4 лютого 1965                                          | 8,6                                                    | 51,56/-175,39                                          |
| 10.Ассам, Тибет                                        | 15 серпня 1950                                         | 8,6                                                    | 28,5/96,5                                              |
| 11.Курильські острови                                  | 13 жовтня 1963                                         | 8,5                                                    | 44,9/149,6                                             |
| 12.Банда море, Індонезія                               | 1 лютого 1938                                          | 8,5                                                    | −5,05/131,62                                           |
| 13.Камчатка                                            | 3 лютого 1923                                          | 8,5                                                    | 54,0/161,0                                             |

## Прогноз
У зв'язку з цим одним з актуальних завдань є прогнозування місця і сили землетрусу, основане на спостереженнях за флуктуаціями полів Землі. Фундаментальніше завдання — прогноз не тільки місця і сили, але і часу 3., вирішене тільки в декількох випадках. З. можуть викликатися штучно (наприклад, ядерними вибухами).
Попередити землетруси точно поки що неможливо, хоча є ряд факторів передбачення (наприклад, біофізичних).
26 липня 2024 року, з посиланням на британське видання Daily Mail, вчені попередили, що на ділянці завдовжки понад 240 км, яка пролягає через штати Міссурі, Арканзас, Теннессі, Кентуккі та Іллінойс, може статися мегаземлетрус. У зоні ризику перебуває близько 11 мільйонів мешканців цих регіонів.